# مصطفی احمد قمر

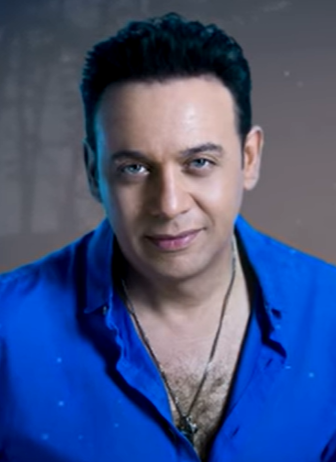
مصطفی احمد قمر

مصطفی احمد قمر (عربی مصری: مصطفى قمر؛ زادهٔ ۲۲ سپتامبر ۱۹۶۶) موسیقی‌دان و بازیگر اهل مصر است. وی از سال ۱۹۹۰ میلادی تاکنون مشغول فعالیت بوده‌است.